# Tamiaki Castillo
Tomiaki Alfredo Castillo Quintero (ur. 11 kwietnia 1979) – panamski zapaśnik walczący w obu stylach. Zajął szóste miejsce na igrzyskach panamerykańskich w 1995. Czwarty na mistrzostwach panamerykańskich w 2000. Brązowy medalista igrzysk Ameryki Południowej w 1994, a także igrzysk Ameryki Środkowej i Karaibów w 1998. Zdobył dwa medale igrzysk Ameryki Środkowej w 1994. Dwukrotnie na podium igrzysk boliwaryjskich, w 1993 i 1997 roku.